# Кошів (Білоцерківський район)
Коші́в — село в Україні, у Тетіївській міській громаді Білоцерківського району Київської області. Розташоване на правому березі річки Рось (притока Дніпра) за 20 км на північний захід від міста Тетіїв. Населення становить 568 осіб (станом на 1 липня 2021 р.).

## Етимологія назви
За відомостями Лаврентія Похилевича:
"Кіш — татарське слово, що означає стан. Дійсно в Кошеві залишилися ознаки колишнього військового стану, що складається із земляних валів зі східної і західної сторони села. За версту від села на захід розташовані дві стародавні могили.

## Історія
Відоме з 1629 р.

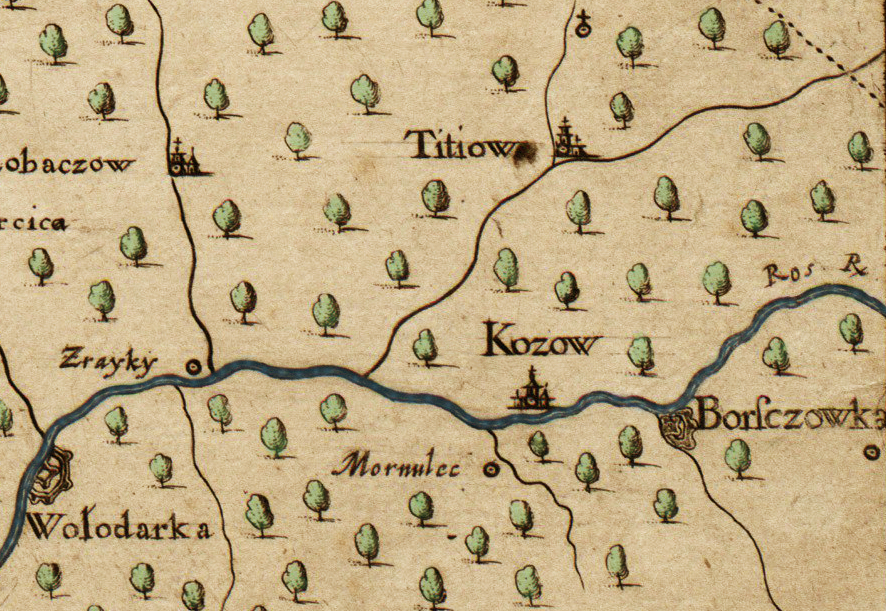
Кошів (Kozow) на мапі Боплана (1650)

Після підписання Білоцерківської угоди 1651 року Кошів став сотенним містечком, у якому створюється Кошівська козацька сотня.
1864 року Лаврентій Похилевич зазначав: 
«Село лежить праворуч Росі, навпроти села Мармуліївки… Жителів обох статей: православних — 807, римських католиків — 15, євреїв — 5. Землі 2033 десятини.
Згідно з розділом Тетіївщини між синами Тимофія Островського, Кошів дістався Опанасу Островському, який продав це село Томі Потоцькому, а сей Льву Михайловичу Свейковському, який переуступив Кошів 1845 року Августу Пашковському».

## Релігія
Дерев'яна Преображенська церква, як значиться у звіті  Тетіївського деканату, збудована 1741 року неподалік від старовинного храму. 1781 року будівля згоріла. 1786 року на її місці звели іншу церковну будівлю.
Сучасну Преображенську церкву було збудовано 1902 року. 1938 року більшовики вилучили у вірян релігійну споруду. Надалі використовували як зерносховище. 1992 року храм повернули відродженій православній громаді. За станом на 2016 рік храм належить громаді УПЦ Московського патріархату.

## Відомі люди
У селі народився Герой Радянського Союзу Антон Пилипович Бондар.
- Горобець Віта (* 1996) — українська баскетболістка-форвард.

|                               |
| Преображенська церква 1902 р. |

|                              |
| Пам'ятник воїнам-односельцям |

|                                               |
| Пам'ятний знак Герою Рад. Союзу А. П. Бондару |

|                                                |
| Пам'ятний знак на місці страти Іскри і Кочубея |